# فرودگاه هاداپسار
فرودگاه هاداپسار (به انگلیسی: Hadapsar Airport) یک فرودگاه همگانی است که یک باند فرود سنگفرش دارد و طول باند آن ۱۰۸۷ متر است. این فرودگاه در شهر پونه کشور هند قرار دارد و در ارتفاع ۵۷۴٫۵ متری از سطح دریا واقع شده‌است.